# Lous and the Yakuza
'Marie-Pierra Kakoma, conocida como Lous and the Yakuza (Lubumbashi', Congo 27 de mayo de 1996) es una cantautora, rapera, modelo y actriz belga y congoleña.
Se hizo famosa después del lanzamiento de su primer sencillo Dilemme en septiembre de 2019, seguido de Tout est gore en diciembre de 2019 y Solo en marzo de 2020. Su álbum debut, Gore, producido por El Guincho, apareció el 16 de octubre de 2020.
Lous es anagrama de Soul y Yakuza se refiere a todas las personas que trabajan para ella, ya sea en el escenario o entre bambalinas.

## Biografía
Marie-Pierra Kakoma nació el 26 de mayo de 1996 en Lubumbashi, Zaire (actual República Democrática del Congo), donde sus padres eran médicos. Su padre, congoleño, era ginecólogo y su madre, ruandesa, era pediatra. Su madre estuvo encarcelada en el Congo durante dos meses durante la segunda guerra del Congo en 1998 debido a su origen étnico. Cuando su padre consiguió su liberación, ella huyó a Bélgica con una de las hermanas del padre. Marie-Pierra Kakoma y el resto de sus hermanos se reunieron con su madre en Bélgica dos años después, en 2000, mientras su padre permanecía en el Congo. La familia se mudó a Ruanda en 2005, antes de regresar definitivamente a Bruselas en 2011.
Lous estuvo inmersa en un ambiente musical desde muy pequeña puesto que a su padre le gustaban las obras clásicas europeas de Mozart, Chopin, Vivaldi y Beethoven. Comenzó a componer su propia música a la edad de siete años. Cuando su familia se mudó a Bélgica, con 15 años, comenzó a enviar cartas a Columbia Records con la esperanza de firmar con el sello. Kakoma dejó su hogar a la edad de 19 años. En el período itinerante que siguió a su salida de casa, vivió en la calle durante varios meses antes de instalarse en un estudio de música, donde dormía y grababa música, mientras transitaba entre diversos trabajos. Este período fue significativo para la artista y suele hablar de ello en sus canciones o durante sus entrevistas para los medios. En tres años, Kakoma grabó 52 canciones, incluidos EP. En 2016, apareció en el vídeo musical BruselasVie del artista belga Damso.

### Carrera musical
Marie-Pierra Kakoma eligió el nombre artístico Lous and the Yakuza a partir de un anagrama de soul (alma), fuente de su inspiración musical, y Yakuza, el sindicato del crimen organizado japonés, cuyo nombre utiliza para describir a su “equipo“ de colaboradores en los que confía para crear su música. Su productor, Miguel Fernández, encontró a Lous en Internet. A partir de 2017, su pasión culminó con la creación de un álbum. Lous reclutó a muchos de sus familiares para formar un grupo de apoyo y comenzó a actuar en bares y discotecas de la cultura underground de Bruselas. A finales de 2017, la invitaron a formar un conjunto acústico para La ChillZone, tras lo cual, con 22 años, firmó un contrato con Columbia Records a través de Sony Music en Francia. El 15 de junio de 2018 se lanzó Le Ridicule ne tue pas, una colaboración entre Lous and the Yakuza y el grupo electrónico francés BSSMNT.
Durante seis meses, Lous buscó un productor que coincidiera con sus aspiraciones. Fue el español El Guincho, quien llamó su atención por su trabajo en el sencillo de Rosalía Malamente. Junto a Ponko, El Guincho produjo el primer sencillo de Lous, Dilemme, lanzado el 19 septembre 2019. Con más de diez millones de reproducciones en Spotify, 3,8 millions visitas en YouTube, y encabezando la lista Viral 50 de Spotify Italia, la canción impulsó a Kakoma a primera fila. El vídeo musical de la canción, dirigido por Wendy Morgan, destaca las diferentes identidades de Lous, y su vida entre el Congo y Bélgica. El 1 de abril de 2020 se lanzó un remix con el rapero italiano Tha Supreme y la cantante italiana Mara Sattei. En los premios Red Bull Elektropedia Awards 2019, Lous y la Yakuza ganaron la medalla de plata en La categoría “Recién llegados a la escena (Fresh on the Scene)”. El segundo sencillo de Lous, Tout est Gore, también producido por El Guincho, fue lanzado el 6 de diciembre de 2019. La canción ganó popularidad después de la actriz Issa Rae compartiera un clip del vídeo en las redes sociales. El 20 de marzo de 2020, Lous lanzó su tercer sencillo, Solo, acompañado de un vídeo musical dirigido por Wendy Morgan y Kevin Bago. Un breve documental asociado, titulado Solo (Génesis), se lanzó el 14 de abril de 2020. Los tres sencillos se incluirán en su álbum debut, Gore, producido por El Guincho. Su publicación, inicialmente prevista para 5 de junio de 2020, fue pospuesta para otoño de 2020 debido a la pandemia.
En marzo de 2020, Lous and the Yakuza se incluyó en el "RADAR“ de Spotify, cuyo objetivo es visibilizar artistas de alcance internacional divulgando su obra a través de la selección musical estadounidense «En nuestro RADAR» y en las redes sociales de Spotify. El mismo año le dijo a Vanity Fair France que había sido influenciada por canciones de artistas como Barbara, Billy Joel, Ismaël Lô, Loredana Bertè y Kate Bush. Señala que se inspiró en esta última para el videoclip Amigo.
En 2022 fue telonera de Alicia Keys en varias fechas de la gira mundial de esta última, así como de conciertos de Coldplay en Bélgica, y en dos conciertos en el Stade de France.
El mismo año cantó en la Grand Place de Bruselas con motivo del 51.er aniversario de la federación Valonia-Bruselas. Cantó “Hiroshima”, una canción inédita hasta ese momento.
La música de Lous ha sido descrita como una combinación sedosa de trap, R&B y pop.
Su segundo álbum, iota, se lanzó en 2022.

### Canciones conocidas
- Je ne sais pas (con Sfera Ebbasta, Shablo)
- Dilemme
- Hiroshima

### Carrera como modelo
El 27 de febrero de 2020, Lous hizo de modelo para la casa francesa de prêt-à-porter de lujo Chloé durante la Semana de la Moda de París, donde desfiló en la pasarela para su colección Otoño/Invierno 2020-2021.

### Traducción
En febrero de 2021, Éditions Fayard anunció que ella iba  a traducir la obra The Hill We Climb and Other Poems de la poeta estadounidense Amanda Gorman.

### Carrera cinematográfica
En 2023 interpretó a una DJ en la cuarta película de la saga John Wick.

## Símbología
La imagen de Lous es inseparable del símbolo gráfico pintado en su frente, una especie de “Y“ con un punto en el medio. Este tatuaje, titulado “manos levantadas al cielo“ representa de forma estilizada dos brazos que conectan la tierra con el cielo. Su estilo se inspiró en otros artistas como FKA Twigs y Erykah Badu.

## Activismo
Tras la muerte de George Floyd, se unió a Black Lives Matter Belgium para convocar manifestaciones en Bruselas en juin 2020.

## Premios y reconocimientos

### Premio
- Octaves de la musique 2021: artista del año[31]

### Nominaciones
- D6bels Music Awards 2020: revelación del año.[32]
- Victoires de la musique 2021: revelación femenina del año[33]
- AICP Awards 2021: mejor etalonaje digital por el videoclip Amigo[34]